# Plaça de Molina
La plaça de Molina és un espai públic situat entre els barris del Putxet i el Farró i de Sant Gervasi-Galvany de Barcelona. Hi conflueixen la Via Augusta i els carrers de Balmes, d'Alfons XII i de Guillem Tell. La calçada de la Via Augusta n'ocupa el centre, dividint-la en dues parts: la nord (més extensa i on es troba l'edicle de l'estació de Sant Gervasi de FGC) i la sud (més reduïda i que alberga la font) restant encara una altra petita part delimitada pel carrer de Balmes (part on es troba l'accés a l'estació de Plaça Molina).

## Història i descripció
L'indret era una cruïlla de camins: per aquí passava l'antic camí de Barcelona a Sant Gervasi de Cassoles i, des del 1863, el tren de Sarrià, amb una estació a cel obert, la de Sant Gervasi. A partir del 1878 també hi passava el tramvia de tracció animal que, des de 1882, era el tramvia de vapor de la Companyia General de Tramvies, que arribava fins a la places de la Bonanova de Sarrià. El soterrament de les vies es produí als anys 1920, afavorint la urbanització del carrer de Balmes a la dècada següent. El 1933 es completà la plaça amb la construcció a la part nord de la casa Jaume Sans Ribalta, un gran edifici d'habitatges d'estil racionalista i art déco.
El 1867, l'Ajuntament de Sant Gervasi aprovà la dedicació de la plaça a Francesc Daniel Molina i Casamajó, un arquitecte del segle xix que restaurà el Saló de Cent, i projectà la Plaça Reial i l'obertura del carrer de la Princesa.
A la banda nord de la plaça, entre el templet de l'estació de Sant Gervasi i el carrer de Balmes, una placa situada damunt la vorera recorda el lloc de trobada habitual dels artistes i intel·lectuals que van constituir el grup i la revista Dau al set.
Al carrer d'Alfons XII i mig a fora de la plaça, hi ha la casa on va morir el poeta Joan Maragall i que actualment acull l'Arxiu Joan Maragall. El 2011 es va col·locar un monòlit amb un bust del poeta, aproximadament davant de la casa.

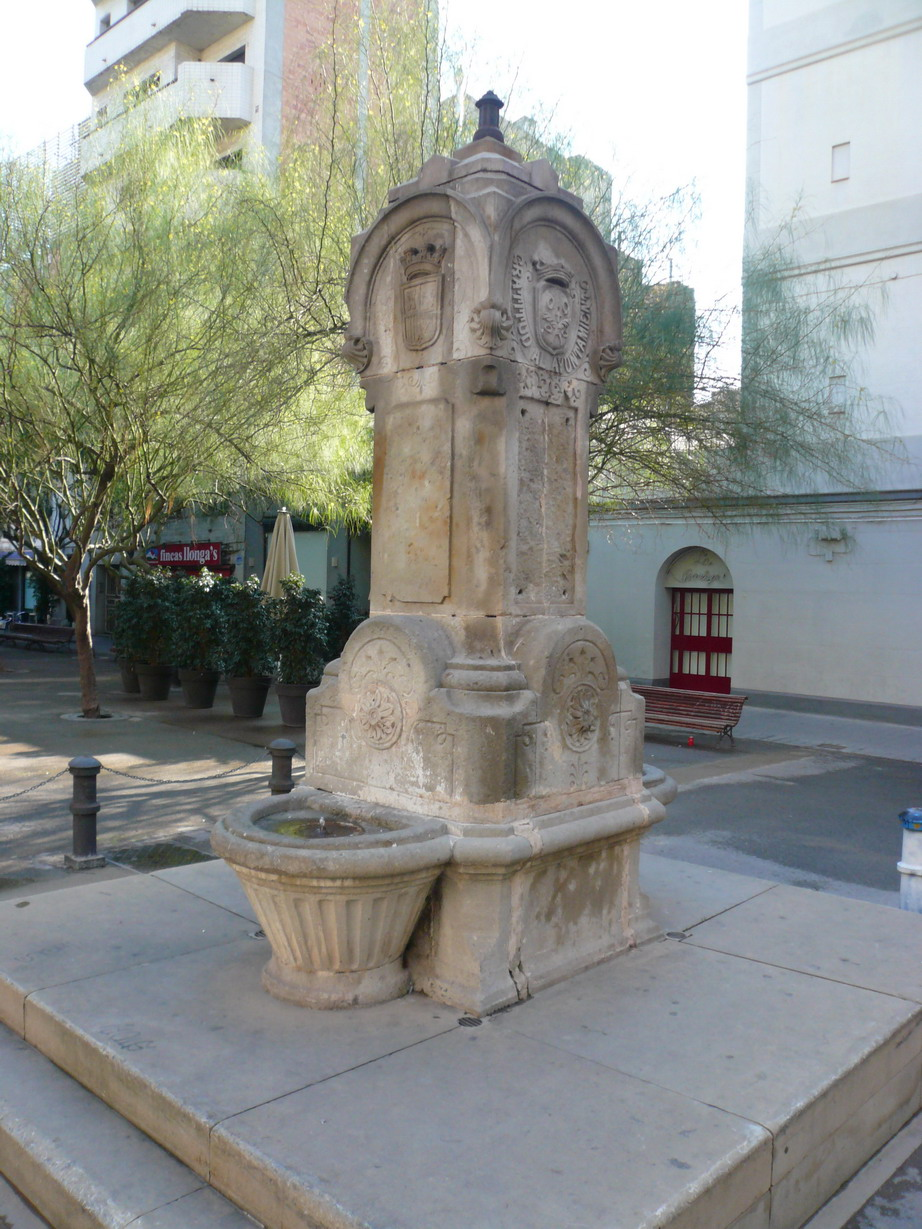
Font